# Les Monts d'Andaine
Les Monts d'Andaine is een gemeente in het Franse departement Orne (regio Normandië). De plaats maakt deel uit van het arrondissement Argentan. Les Monts d'Andaine is op 1 januari 2016 ontstaan door de fusie van de gemeenten Saint-Maurice-du-Désert en La Sauvagère. De gemeente telde 1.727 inwoners op 1 januari 2022.

## Geografie
De oppervlakte van Les Monts d'Andaine bedroeg op 1 januari 2022 38,08 vierkante kilometer; de bevolkingsdichtheid was toen 45,4 inwoners per km².

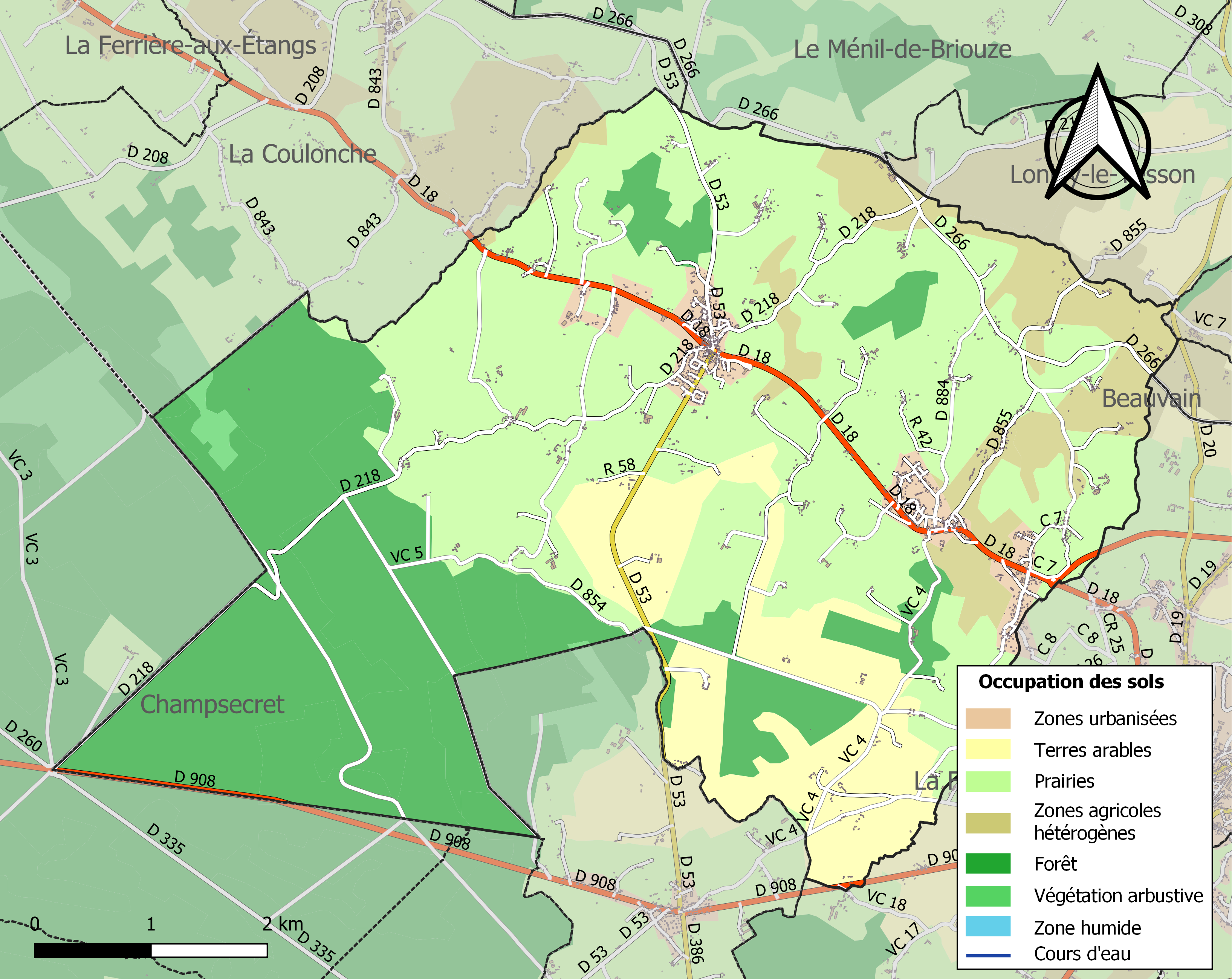
Kaart van de gemeente met belangrijkste infrastructuur, bodemgebruik en omliggende gemeenten